# Samantha Fox
Samantha ("Sam") Karen Fox (Londres, 15 d'abril de 1966) és una model, actriu i cantant anglesa que va obtenir gran fama a nivell mundial a finals dels anys 80. Una de les tit-stars d'aquella època, juntament amb la italiana Sabrina Salerno i la polonesa Danuta Lato; de les tres, Samantha Fox és la més coneguda dins del món anglosaxó.

## Biografia
El seu enlairament com a personatge popular es va deure a fotografies de semi-nu (topless) en la premsa britànica. Va aconseguir després diversos èxits musicals en el gènere pop dance sota la producció del trio Stock Aitken Waterman, coincidint amb altres ídols juvenils com Kylie Minogue, Sabrina Salern, Rick Astley, Sinitta i Jason Donovan. Entre les seves cançons més reeixides es troben "Touch Me" i "Nothing's Gonna Stop Me Now", el vídeo musical de la qual es va rodar a Marbella.
El 1986 va debutar com a cantant amb el single "Touch Me (I Want Your Body)", la seva imatge exuberant i el contingut de la lletra de la cançó la van convertir en una sex symbol dels anys 80. El 1987 es va publicar el seu segon LP Samantha Fox, que contenia cançons molt enganxoses i que van funcionar molt bé, com "Nothing's Gonna Stop Me Now" o "Naughty Girls (Need Love Too)" que van seguir la línia de "Touch Me".
Samantha va posar nua per a diverses revistes, entre elles Playboy. El 1988 es va publicar el seu tercer àlbum I Wanna Have Some Fun, amb èxits com a "I Only Wanna Be With You" o la cançó que va donar títol a l'àlbum "I Wanna Have Some Fun". Dos anys més tard l'èxit dels seus discos va començar a baixar amb el seu següent treball Just One Night, al que van seguir dos àlbums de grans èxits publicats el1992 i 1995. A finals dels anys 90 l'èxit dels seus àlbums va ser més discret, com 21st Century Fox que es va llançar el 1998, i un any després va provar sort com a actriu en la pel·lícula The Match.
En la dècada del 2000 va publicar tres discos recopilatoris Hot Tracks: The Best of Samantha Fox (2000), 12 Inch Collection (2004) i Very Best (2004). En els últims anys ha seguit dedicada a la música i ha participat en programes i documentals musicals sobre la dècada dels anys 80 per a cadenes com VH1. El 2005 va publicar el seu sisè àlbum d'estudi Angel With An Attitude i el seu single de presentació va ser la cançó homònima de l'àlbum, i el 2007 es va reeditar a Austràlia i Nova Zelanda amb una nova versió de la seva Hit "Touch Me (I Want Your Body)".
De manera sorprenent, després de forjar la seva fama com sex symbol per a homes, va comunicar que era bisexual i que mantenia una relació estable amb una dona, la seva representant Myra Stratton, amb la qual es va casar.
Al maig de 2010 va tornar al mercat musical en editar un senzill-cover de la cançó "Call Me" del grup Blondie. El més cridaner d'aquest enregistrament és que la va cantar a duo amb la seva antiga rival (i amiga) Sabrina Salern.
Samantha es va declarar lesbiana el 2003 i es va casar amb Myra Stratton, onze anys més gran que ella. Després de dotze anys de matrimoni, Myra va morir el mes d'agost del 2015.

## Discografia

### Àlbums d'estudi
- 1986: Touch Me
- 1987: Samantha Fox
- 1988: I Wanna Have Some Fun
- 1991: Just One Night
- 1998: 21st Century Fox
- 2005: Angel with an Attitude

### Altres
- 1986: Touch Me special remix edition
- 1992: Greatest Hits
- 1995: The Hits Album
- 2002: Watching You, Watching Me
- 2003: Hot Tracks - The Best Of Samantha Fox
- 2004: Groves - 12 Inches of 80's
- 2007: Angel with an Attitude (Edició australiana amb Touch me 2007 com bonus track
- 2009: Greatest Hits
- 2010: Forever amb 4 Strings
- 2010: Call Me amb Sabrina Salern

### Àlbums en directe
- 2011: Live in Poland 2011

## Senzills
| Any  | Cançó                                    | Àlbum                  |
| ---- | ---------------------------------------- | ---------------------- |
| 1986 | Touch Me (I Want Your Body)              | Touch Me               |
| 1986 | Do Ya Do Ya (Wanna Please Me)            | Touch Me               |
| 1986 | Hold On Tight                            | Touch Me               |
| 1986 | I’m All You Need                         | Touch Me               |
| 1987 | Nothing's Gonna Stop Me Now              | Samantha Fox           |
| 1987 | I Surrender (To the Spirit of the Night) | Samantha Fox           |
| 1987 | I Promise You (Get Ready)                | Samantha Fox           |
| 1987 | True Devotion                            | Samantha Fox           |
| 1988 | Naughty Girls (Need Love Too)            | Samantha Fox           |
| 1988 | Love House                               | I Wanna Have Some Fun  |
| 1988 | I Wanna Have Some Fun                    | I Wanna Have Some Fun  |
| 1989 | I Only Wanna Be with You                 | I Wanna Have Some Fun  |
| 1991 | (Hurt Me, Hurt Me) But the Pants Stay On | Just One Night         |
| 1991 | Another Woman (Too Many People)          | Just One Night         |
| 1991 | Just One Night                           | Just One Night         |
| 1991 | Spirit of America                        | Just One Night         |
| 1995 | Go For The Heart                         | Single sol             |
| 1996 | Santa Maria                              | Single sol             |
| 1996 | Let Me Be Free                           | 21st Century Fox       |
| 1998 | Deeper                                   | 21st Century Fox       |
| 1998 | The Reason Is You (One on One)           | 21st Century Fox       |
| 1998 | Perhaps                                  | 21st Century Fox       |
| 2004 | Touch Me (amb Günther)                   | Pleasureman            |
| 2005 | Angel With An Attitude                   | Angel With An Attitude |
| 2008 | Midnight Lover                           | Single sol             |
| 2009 | Tomorrow                                 | Single sol             |
| 2010 | Call Me (amb Sabrina Salern)             | Single sol             |
| 2010 | Forever (amb 4 Strings)                  | Single sol             |
| 2011 | The Secret (amb Zante Dilemma)           | Single sol             |

## Cinema i Televisió
Les seves pel·lícules més destacades són:
| Any  | Pel·lícula                            | Paper           |
| ---- | ------------------------------------- | --------------- |
| 1990 | Charles in charge                     | Samantha Steele |
| 1999 | El partit                             | Patsy Kennedy   |
| 2000 | It's been real                        | Gwen            |
| 2003 | The Club                              | Ella mateixa    |
| 2008 | Wife Swap                             | Ella mateixa    |
| 2009 | I'm a celebrity... Get m'out of here! | Ella mateixa    |
| 2010 | Come Dine with Me!                    | Ella mateixa    |